# Seyi Fayini
Seyi Fayini (født 14. januar 1990) er en fodboldspiller fra Lagos i Nigeria, der spiller for Hobro IK.
Han kom til dansk fodbold i februar 2008 kort efter sin 18 års fødselsdag. Her startede han på FK Viborgs U-18 hold, samtidig med at han boede på Hald Ege Efterskole. Aftalen gjaldte for resten af 2008. I december 2008 forlængede klubben aftalen med Fayini til 2010.
Året efter ankomsten til Viborg begyndte han at træne med Viborg FFs hold i 1. division, og i sommeren 2009 blev han rykket permanent op i førsteholdstruppen.
I sommeren 2010 blev Fayinis kontrakt med Viborg FF ikke forlænget, og han rejste til Hobro IK.